# Top 5 Dead or Alive
Top 5 Dead or Alive è il quarto album in studio del rapper statunitense Jadakiss, pubblicato il 20 novembre 2015 da D-Block Records e Def Jam.
All Music assegna al disco 4 stelle su 5. Le recensioni su Metacritic arrivano a 73/100, mentre RapReviews assegna 7/10.
Top 5 Dead or Alive debutta subito al 4º posto nella Billboard Hot 200, vendendo 60 000 copie nella prima settimana. Inoltre, raggiunge il primo posto nella Top R&B/Hip-Hop Albums.
| Recensione | Giudizio |
| ---------- | -------- |
| AllMusic   | [ 3 ]    |
| HipHopDX   | [ 9 ]    |
| Pitchfork  | [ 10 ]   |
| RapReviews | [ 5 ]    |

## Tracce
1. First 48 (Intro)
2. Shop Talk (skit)
3. You Don't Eat feat. Puff Daddy (produzione Swizz Beatz, Avenue Beatz)
4. You Can See feat. Future (produzione Lee on the Beats, Dane Beats)
5. Y. O. (Youthful Offenders) feat. Akon (produzione Akon)
6. Jason feat. Swizz Beatz (produzione Swizz Beatz Batson)
7. Kill feat. Lil Wayne (produzione Bangladesh)
8. Man in the Mirror (produzione Pav Bundy)
9. Synergy feat. Styles P (produzione Just Blaze)
10. Ain't Nothin New feat. Ne-Yo & Nipsey Hussle (produzione Beat Butcha, Buda & Grandz)
11. So High feat. Wiz Khalifa (produzione Rico Beats)
12. Ahaa Interview (skit)
13. Critical feat. Jeezy (produzione Rico Beats)
14. Confetti (skit) (feat. Young Adz)
15. Cutlass (produzione Posta)
16. Realest in the Game feat. Young Buck, Sheek Louch (produzione Arkatech Beatz)
17. Rain feat. Nas & Styles P (produzione Scram Jones)
18. One More Mile to Go (produzione Pitchshifters)

## Classifiche

### Classifiche settimanali
| Classifica (2015)         | Posizione massima |
| ------------------------- | ----------------- |
| Canada                    | 67                |
| Stati Uniti               | 4                 |
| US Digital Albums         | 3                 |
| US Rap Albums             | 1                 |
| US Tastemaker Albums      | 4                 |
| US Top R&B/Hip-Hop Albums | 1                 |

### Classifiche di fine anno
| Classifica (2016)         | Posizione massima |
| ------------------------- | ----------------- |
| US Top Rap Albums         | 16                |
| US Top R&B/Hip-Hop Albums | 27                |